# روبرت توماس (لاعب كرة قدم أمريكية)
روبرت توماس (بالإنجليزية: Robert Thomas)‏ هو لاعب كرة قدم أمريكية أمريكي، ولد في 1 ديسمبر 1974 في جاكسونفيل في الولايات المتحدة.

## وصلات خارجية
- روبرت توماس على موقع مرجع كرة القدم المحترفة.كوم (الإنجليزية)